# Andrés Bello (Miranda)
Andrés Bello is een gemeente in de Venezolaanse staat Miranda. De gemeente telt 28.000 inwoners. De hoofdplaats is San José de Barlovento.